# 木戸大士郎
木戸 大士郎（きと たいしろう、2002年7月26日 - ）は、ジャパンラグビーリーグワンの東芝ブレイブルーパス東京に所属しているラグビーユニオン選手。

## 略歴
父の亮は、フッカーとして近畿大学、NTT関西などでプレーした。
小2から岬ラグビースポーツ少年団（大阪府岬町）でラグビーを始める。中3で、全国ジュニア・ラグビーフットボール大会に大阪府スクール代表で出場した。
常翔学園高等学校（大阪市旭区）に進学し、高1から先発のロックで出場。3年連続で花園（全国高等学校ラグビーフットボール大会）に出場し、高3では主将を務めた。
明治大学に進み、1年時から先発ロックで関東大学対抗戦で6試合、大学選手権にも決勝を含め3試合に出場した。2年時から4年時まで、ナンバーエイトとして多くの先発出場を果たす。4年時には主将に就任した。
2025年2月7日、ジャパンラグビーリーグワンの東芝ブレイブルーパス東京に、アーリーエントリーでの加入を発表した。同年3月、明治大学卒業。